# Brûlé (Fluss)
Der Brûlé (auch Brandifrout genannt, bei Sandre sogar Brandifro) ist ein kleiner Fluss im Westen von Frankreich, der im Département Morbihan der Region Bretagne nordöstlich der Stadt Lorient verläuft.

## Geografie

### Verlauf
Der Brûlé entspringt im nördlichen Gemeindegebiet von Bubry, verläuft generell Richtung Südost und mündet nach insgesamt rund 18 Kilometern an der Gemeindegrenze von Quistinic und Melrand als rechter Nebenfluss in den Blavet. 

### Orte am Fluss
(Reihenfolge in Fließrichtung)
- Keriacunff, Gemeinde Bubry
- Bubry
- Keroperh, Gemeinde Melrand
- Brandifrout, Gemeinde Quistinic